# Listă de genuri muzicale culte
Mai jos este o listă a celor mai reprezentative genuri muzicale culte (utilizate în muzica cultă). Sunt incluse și genuri ce aparțin de muzica cultă extraeuropeană.

### B
- Bagatelă
- Balet
- Muzică bizantină
- Bourée (pronunțat buré)

### C
- Concert
- Muzică contemporană
- Corală
- Courante (pronunțat curant)
- Cvartet
- Cvintet

### D
- Dixtuor (pronunțat dixtuór)

### E
- Muzică electronică
- Muzică experimentală

### G
- Gavotă
- Gigă
- Muzică gregoriană

### I
- Impromptu (pronunțat empromptü)

### L
- Lied (pronunțat lid)

### M
- Menuet
- Miniatură

### O
- Octet
- Operă
- Operetă
- Oratoriu

### P
- Poem simfonic
- Polcă
- Poloneză

### R
- Rapsodie
- Recitativ

### S
- Sarabandă
- Septet
- Simfonie
- Sonată
- Suită

### T
- Tango
- Trio

### U
- Uvertură

### V
- Vals